# 사조동아원
사조동아원은 대한민국의 제분, 사료 기업이다.

## 역사
- 1953년 - 최성모 회장이 세운 조선제분을 설립
- 1957년 - 인천공장을 설립해 본격적인 밀가루 대량생산
- 1967년 - 유일제분 인수
- 1968년 - 동아제분으로 사명변경
- 1972년 - 신촌사료 설립
- 1972년 - 인천 밀쌀공장 준공
- 1974년 - 부산 옥분공장 준공
- 1975년 - 부산수산냉동을 합병
- 1975년 - 동아종합산업으로 사명변경
- 1982년 - 동아제분으로 회귀하여 사명을 변경
- 1982년 - 김포에 공장 준공
- 1982년 - 프리믹스 공장 준공
- 1985년 - 본사를 서울 여의도 63빌딩으로 이전
- 1988년 - 특수사료공장 완공
- 1989년 - 주식을 상장
- 2000년 - 한국제분 인수
- 2007년 - SCF(옛 신촌사료)를 인수
- 2016년 - 현 사명을 개칭
- 2018년 - 한국산업을 합병

## 같이 보기
- 사조그룹
- 신동아그룹